# 羊可立
羊可立（1536年—1595年），字子豫，号嵩原、崧原，河南汝阳城南十五里角羊村人，祖籍直隸山阳。明朝政治人物。

## 生平
自幼多才，篤志好學。隆慶四年（1570年）中河南鄉試第五十五名舉人，萬曆五年（1577年），登丁丑科進士。初授官山西安邑縣（今山西運城）知縣。擢为云南道监察御史。
萬曆十年（1583年）張居正死後不久，可立與江西道御史李植、山東道監察御史江東之等攻訐張居正與馮保「交結恣橫」、「寶藏逾天府」。羊可立又彈劾張構陷遼王，同時遼妃上書為遼王辯冤，並說遼府家產無數，全入張家。皇帝下令籍張居正家。万历十二年（1585年）制定《盐法条例》。擢升太常卿。後为权贵忌恨，貶大理评事。万历二十三年（1595年）一病不起，祀入乡贤祠。

## 著作
著有《濯缨亭集》、《中台三疏》、《筠州诗卷》、《瑞阳日记》、《羊氏家乘》等。

## 家族
曾祖父羊友；祖父羊文慶，曾任壽官；父親羊傑，字士英，号南溪，學者稱南溪先生，曾任知縣。前母方氏、苑氏；母盛氏。永感下。